# Vitesse 1892
(AVC) Vitesse 1892 was een amateurvoetbalvereniging uit Arnhem, die in het jaar 1892 werd opgericht onder de naam Cricket- en footballclub Vitesse. Daarmee was de club de oudste voetbalclub van de Gelderse hoofdstad. In 1984 werd de vereniging opgedeeld in separate eenheden voor betaald en amateurvoetbal. Zo ontstond op 15 juni 1984 de Arnhemse Voetbal Club (AVC) Vitesse 1892 voor de amateurs en de Stichting Betaald Voetbal Vitesse voor de professionals. Op 19 maart 2009 besloot het bestuur vanwege schulden en gebrek aan perspectief te stoppen met de amateurvereniging. De club werd failliet verklaard.
Vitesse 1892 was gevestigd op het Sportcomplex Valkenhuizen aan de Beukenlaan te Arnhem-Noord. De vereniging heeft bewezen een opleidingsinstituut te zijn voor een aantal talentvolle voetballers. Ruim 20 spelers zijn doorgestroomd naar een betaaldvoetbalorganisatie. Voorbeelden hiervan zijn Andy van der Meijde, Theo Bos, Nicky Hofs, Léon Hese, Erwin van de Looi, Jay-Roy Grot en Theo Janssen.

## Geschiedenis

### 1887 - 1891 Arnhemsche cricket- en voetbalvereeniging Vitesse
De eerste wortels van Vitesse dateren van het jaar 1887 toen de Arnhemsche cricket- en voetbalvereeniging Vitesse werd opgericht. Deze vereniging is opgericht door een groep jonge mannen, die al op jeugdige leeftijd cricket speelden op de Rijnkade. In het eerste jaarverslag van de Nederlandse Voetbal en Atletiek Bond, over het seizoen 1889/'90, wordt melding gemaakt van het toetreden van twaalf nieuwe clubs, waaronder het Arnhemse Vitesse. De clubnaam Vitesse is bedacht door de jongens in het huis van oprichter en speler Frits Couvée, aan de Parkstraat 84 in het Spijkerkwartier. Een Nederlandse of Engelse benaming wilden ze niet, door de wat elitaire invloed zochten de jongens het in de Franse termen. In het Franse woord ‘Vitesse’, dat in het Nederlands ‘snelheid’ betekent, hebben de jongens een geschikte naam voor hun nieuwe club gevonden.
Het 'oude' Vitesse werd na een kleine vijf jaar in  november 1891 weer opgeheven omdat de vereniging niet langer kon beschikken over een speelveld; in Klarenbeek werd een wielerbaan aangelegd op het tot dan toe gebruikte terrein. Het zou echter niet lang duren tot een heroprichting van Vitesse.

### 1892 - 1922 Kampioen van het oosten

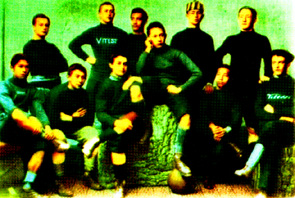
Vitesse anno 1894

Vitesse wordt op 14 mei 1892 (her-)opgericht als cricketclub door zestien scholieren van de hbs of van het gymnasium. De oprichters zijn afkomstig uit de gegoede stand en konden zich veroorloven duur cricketmateriaal aan te schaffen. Onder deze scholieren bevonden zich ook de 5 Indische broers en neefjes Dezentjé. Frans Dezentjé (geb. 1874) werd gekozen als eerste voorzitter van Vitesse. Als speellocatie worden de weilanden aan de noordzijde van Arnhem nabij de Molenbeekstraat uitgekozen. Op 19 juni 1892 wordt de eerste officiële cricketwedstrijd gespeeld in Barneveld; tegen Be Quick volgt een overwinning met 51 runs. Op 10 september 1892 besluit het bestuur om naast cricket ook weer voetbal te gaan spelen, met als belangrijkste argumenten dat cricket niet zo makkelijk te leren is als voetbal en de kosten van het cricketmateriaal. Op het terrein van de IJsclub achter de Boulevard Heuvelink wordt zomers cricket gespeeld en voetbal in de lente en de herfst. In het najaar van 1892 speelt Vitesse haar eerste voetbalwedstrijd tegen de Nijmeegsche Football Club (N.F.C.); Vitesse verloor met 0-2. Gedurende de winter van 1893/'94 speelt Vitesse op een veld binnen de Planten- en Vogeltuin en op een weide in het Bronbeek Park. Twee jaar lang speelde Vitesse alleen vriendschappelijke wedstrijden, totdat in 1894 de Gelderse competitie van de Nederlandse Voetbal Bond (NVB) van start gaat. Met het spelen van competitievoetbal komt het spelen van cricket ten einde. De eerste competitiewedstrijd speelt Vitesse uit tegen Victoria in Den Bosch. Na een ruststand van 0-7 wint Vitesse met 0-17. Doelpunten werden gemaakt door Edmond Dezentjé, Bernard Dezentjé, Willem Hesselink, Hendrik Deelken en Eli Dezentjé.
Vanaf december 1894 huurt Vitesse de Paasweide aan de overkant van de Rijn als wedstrijdveld. Hier organiseert Vitesse in 1895 ook de eerste internationale voetbalwedstrijd, tussen een oostelijk elftal en Maidstone uit Engeland. In 1895 en 1896 wordt Vitesse kampioen van de Gelderse competitie; promotie volgt naar de Eerste klasse Oost die in het leven werd geroepen. In de zomer van 1896 verlaat de club de Paasweide voor het middenterrein van Klarenbeeks wielerbaan; deze wielerbaan wordt in 1898 gesloopt waardoor meer ruimte voor het voetbal ontstaat. Sportief gaat het Vitesse goed, met het behalen van het kampioenschap in de Eerste klasse Oost in 1897, 1898, 1903, 1913, 1914 en 1915, waarmee ze zich vanaf 1898 plaatsen voor de nationale kampioenscompetitie. Het kampioenschap werd echter niet behaald en men moest genoegen nemen met vijf tweede plaatsen. Op 15 januari 1899 speelt Vitesse haar eerste wedstrijd in het buitenland. Als eerste Nederlandse vereniging speelde de Arnhemmers in Duitsland tegen Duisburger TfE 1848, een duel dat eindigt in 0-6. Van het seizoen 1894/1895 tot en met het seizoen 1899/1900 speelde Vitesse in een wit tenue met een diagonale blauwe baan, verwijzend naar de stadskleuren van Arnhem. Op 27 augustus 1900 werd in de bestuursvergadering besloten de clubkleuren te wijzigen in geel en zwart.
In 1912 haalde Vitesse voor het eerst de finale van het Nederlands bekertoernooi. Op het R.A.P.-terrein in Amsterdam verloren de Arnhemmers met 0-2 van HFC Haarlem. In deze periode had Vitesse de beschikking over topspelers zoals Willem Hesselink en Just Göbel die ook actief waren in het Nederlands elftal. In 1914 werd John William Sutcliffe de eerste buitenlandse trainer.

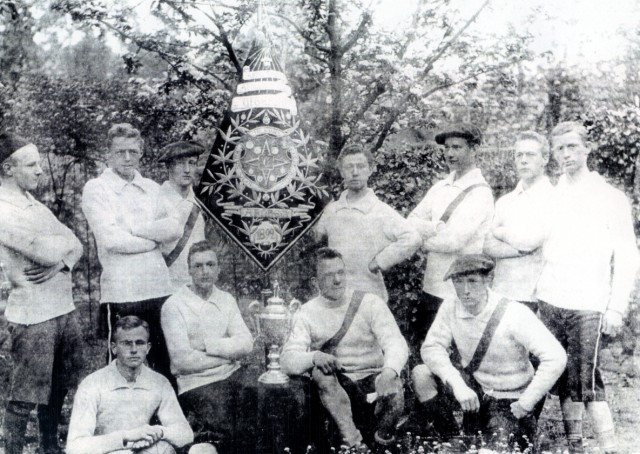
Vitesse anno 1897 met het vroegere blauw-witte tenue. Staand v.l.n.r.: Van Rossum, Rein Hendriks, Herman Hesselink, Roqué, Jager, Piet Hendriks, Meihuizen. Zittend v.l.n.r.: d'Arnaud Gerkens, Jacobsen, Lutjens, Willem Hesselink

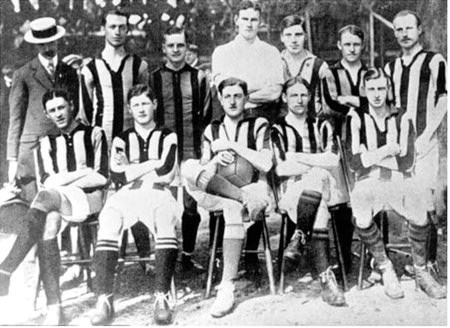
Vitesse poserend na het behalen van het Kampioenschap van het Oosten in 1913

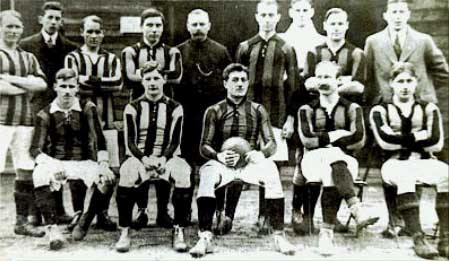
Elftalfoto uit 1914, waarin Vitesse het Nederlands kampioenschap op een haar na miste

Op 31 mei 1914 komt Vitesse nog het dichtst bij een kampioenschap van Nederland. In een strijd met Willem II en HVV gaat Vitesse na 3 van de 4 wedstrijden met 6 punten aan de leiding. De beslissende wedstrijd werd de uitwedstrijd in Den Haag tegen de nummer twee HVV, dat aan een kleine zege genoeg zou hebben voor het kampioenschap. 2000 meegereisde Vitesse-supporters zagen hun club in de eerste helft op voorsprong komen door Willem Hesselink. In de tweede helft bracht Guus de Serière de spanning terug in de wedstrijd door een gelijkmaker te produceren. Bij deze gelijke stand mocht Lex Staal even later een strafschop nemen, de aanvoerder van Vitesse faalde echter door de bal over de lat te schieten. De 1-1 stand hield lang aan, waardoor een kampioenschap steeds dichterbij kwam voor de Arnhemmers. Dezelfde Guus de Serière gooide echter roet in het eten door slechts één minuut voor het laatste fluitsignaal uit een rebound de beslissende treffer te maken voor HVV.

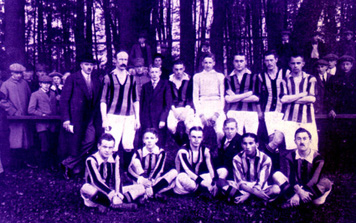
Elftalfoto uit 1917 op de toenmalige thuisbasis Klarenbeek

Door de Eerste Wereldoorlog zag de NVB geen mogelijkheid om een normale competitie te organiseren; in plaats van in klassen werden de clubs in het seizoen 1914/1915 door nood ingedeeld in groepen. Vitesse was zoals alle Oostelijke clubs ingedeeld in groep A. Door gebrek aan concurrentie sloot Vitesse met gemak de groep winnend af, waarna het voor het Nederlands kampioenschap twee wedstrijden tegen Sparta, de winnaar van groep B, mocht spelen. Na een 2-1 zege in Arnhem volgde een 4-1 nederlaag in Rotterdam; een beslissingswedstrijd was noodzakelijk. Sparta won op 6 juni 1915 op Amsterdams terrein overtuigend met 3-0, waardoor Vitesse wederom een kampioenschap misliep.
In 1915 huurt Vitesse een stuk land van de gemeente Arnhem waarbij de gemeente zorgt voor de aanleg van een nieuw speelveld. Vervolgens wordt het clubhuis en de tribune van Klarenbeek naar het nieuwe onderkomen overgeplaatst. Op 26 september 1915 vindt de opening van stadion Monnikenhuize plaats met een wedstrijd tegen Noordelijke Zwaluwen, een duel dat eindigt in 3-3. In de zomer van 1916 pakte verschillende spelers, die ook uitkwamen in het voetbalelftal, cricket opnieuw op. Jarenlang speelde Vitesse alleen vriendschappelijke wedstrijden, totdat Vitesse in 1923 deelneemt aan de Tweede Klasse van de oostelijke cricketcompetitie. In 1928 valt definitief het doek voor de cricketsport bij Vitesse.
Na het seizoen 1914/1915 kende het voetbalelftal van Vitesse een terugval, en werd er 5 seizoenen lang tegen degradatie gestreden. Ondanks een opleving in het seizoen 1920/1921, waarin een vierde plaats werd behaald, gebeurde op 30 april 1922 het onvermijdelijke: Vitesse degradeerde na 25 jaar verblijf uit de eerste klasse.

### 1922 - 1954 Wisselend succes

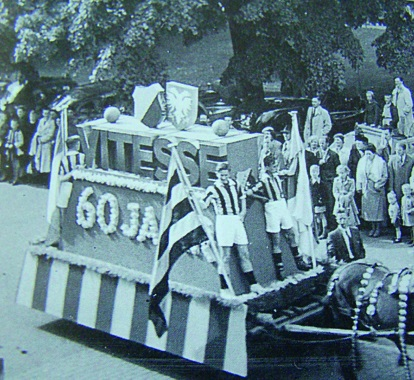
Vitesse 60 jaar

Vitesse hoefde niet lang te wachten op een rentree in de eerste klasse, na het kampioenschap van de Tweede Divisie B won Vitesse ook haar beide promotiewedstrijden tegen Rigtersbleek, de kampioen van de tweede klasse C. Onder de Engelse trainer Robert William Jefferson presteerde Vitesse tussen 1924 en 1927 goed met een achtereenvolgens 3e, 4e en 5e eindranking in de eerste klasse en in 1927 haalde Vitesse zelfs de bekerfinale, die zij echter met 1-3 verloor van VUC. Jeffersons vertrek voor aanvang van het seizoen 1927/1928 kwamen de resultaten niet ten goede. In 1925 won Vitesse in Arnhem met 3-2 van West Ham United. Voor de eerste keer in de Nederlandse voetbalgeschiedenis wordt een Engelse profclub verslagen door Nederlandse amateurs. Drie jaar later speelde Vitesse internationale wedstrijden tegen Wimbledon FC en Club Francais uit Frankrijk. Vitesse bivakkeerde de seizoenen erna weer in de onderste regionen van de competitie, waar het in het seizoen 1930/1931 zelfs ternauwernood ontsnapte aan degradatie. Aan de hand van de Duitse trainer Heinrich Schwarz krabbelde Vitesse weer langzaam omhoog. De coach gaf veel jeugdige spelers een kans die later uitgroeiden tot voor Vitesse belangrijke spelers, zoals Kees Meeuwsen, Jan Dommering en Johan Ricken. In het seizoen 1932/1933 eindigde Vitesse 3e en ook het daaropvolgende seizoen werd met de 5e plaats een prima resultaat behaald. In 1935 ging het echter weer mis; Vitesse degradeerde na een dramatisch seizoen, mede door het overlijden van speler Piet Tonneman, naar de tweede klasse.
In de jaren daarop maakte Vitesse door onder andere de Tweede Wereldoorlog een sportief mindere periode mee die tot 1946 zou duren. Het lukte Vitesse maar niet om te promoveren. Vier keer eindigde de club als tweede (1936, 1937, 1939 en 1942), twee keer als derde (1938 en 1940) en in 1941 en 1944 wist Vitesse na het kampioenschap haar promotiewedstrijden niet te winnen. Op 19 oktober 1941 scoorde Nico Westdijk 9 doelpunten voor Vitesse tegen De Treffers. Vitesse won die wedstrijd met 11-0. Daarmee bemachtig Westdijk een clubrecord dat nog altijd stand houdt. In 1942 viert Vitesse haar 50-jarig jubileum met een defilé in Monnikenhuize. Onder toeziend oog van de Duitse bezetters vormen de spelers een enorme V van Vrijheid en Victorie. De Duitsers zagen de V alleen als een symbool voor de naam Vitesse. Op een gegeven moment werd sport in de open lucht in heel Nederland verboden, er was daardoor geen competitie of bekertoernooi. Vitesse speelde dit seizoen alleen enkele oefenwedstrijden, in de periode voor aanvang van de gevechtshandelingen. Door de Slag om Arnhem in september 1944 verordonneerde de Duitse Wehrmacht de burgers van Arnhem om hun stad te verlaten. Van het voetbalveld bleef weinig over, en kort na de bevrijding brandde het clubhuis af. De spelers moesten daardoor omkleden in de kelderruimte van de familie Heyneker, die tegenover het stadion woont en in de garage van de familie Dorpmans. De schade werd in de jaren na de bevrijding hersteld, waarbij een nieuw clubhuis in mei 1947 in gebruik zou worden genomen.
Pas in het seizoen 1945/1946, het jaar na de bevrijding, werd Vitesse kampioen van de Tweede Divisie om vervolgens ook de promotie-competitie winnend af te sluiten. In 1948 besluit de gemeenteraad een nieuw stadion voor Vitesse te bouwen. Het nieuwe stadion wordt gebouwd aan de noordkant van de Monnikensteeg. Gepland zijn een hoofdveld en twee bijvelden. Bij de bouw van het stadion wordt handig gebruikgemaakt van de hoogteverschillen. Zo wordt er in de noordwesthoek van het veld boven op een helling de kleedkamers en clubhuis gebouwd. Om vanuit de kleedkamers het hoofdveld te betreden moet er via een spelerstrap afgedaald worden. In anderhalf jaar wordt het stadion gebouwd.
Op 10 april 1950 vindt er ongeluk plaats op Monnikenhuize. Voor de promotiewedstrijd tegen Rheden worden er diverse noodtribunes geplaatst. Twee tribunes waren niet opgewassen door de vele bezoekers en is uiteindelijk ingestort. Er vallen veel gewonden, maar desondanks gaat de wedstrijd gewoon door. Vitesse wint met 3-1 en promoveert naar de eerste klasse. De jonge spelers van Vitesse deden goed mee in de Eerste Klasse. Sjaak Alberts is als spelers van de Vitesse-jeugd uitgegroeid tot een vertrouwd gezicht in de achterhoede. Als aanvoerder behaalde hij deze periode samen met Wim Hendriks het Nederlands Elftal.
Op 3 september 1950 opent burgemeester Matser stadion Nieuw Monnikenhuize officieel.
In het seizoen 1952/1953 pakte Vitesse zelfs de titel in de Eerste Klasse B. Daarna speelden de Arnhemmers wedstrijden voor het kampioenschap van Nederland tegen FC Eindhoven, Sparta Rotterdam en RCH. De Vitesse-spelers van trainer Jan Zonnenberg kwamen echter wat te kort, en RCH ging met de landstitel naar huis. In 1952 vierde Vitesse haar 60-jarig jubileum. Ter gelegenheid daarvan vond een evenement plaats in het Musis Sacrum met orkest. De hele week werden er diverse activiteiten gehouden in Arnhem, onder andere een erewedstrijd tegen Daring Club de Bruxelles.

### 1954 - 1984 Betaald voetbal enESCA-Vitesse Combinatie

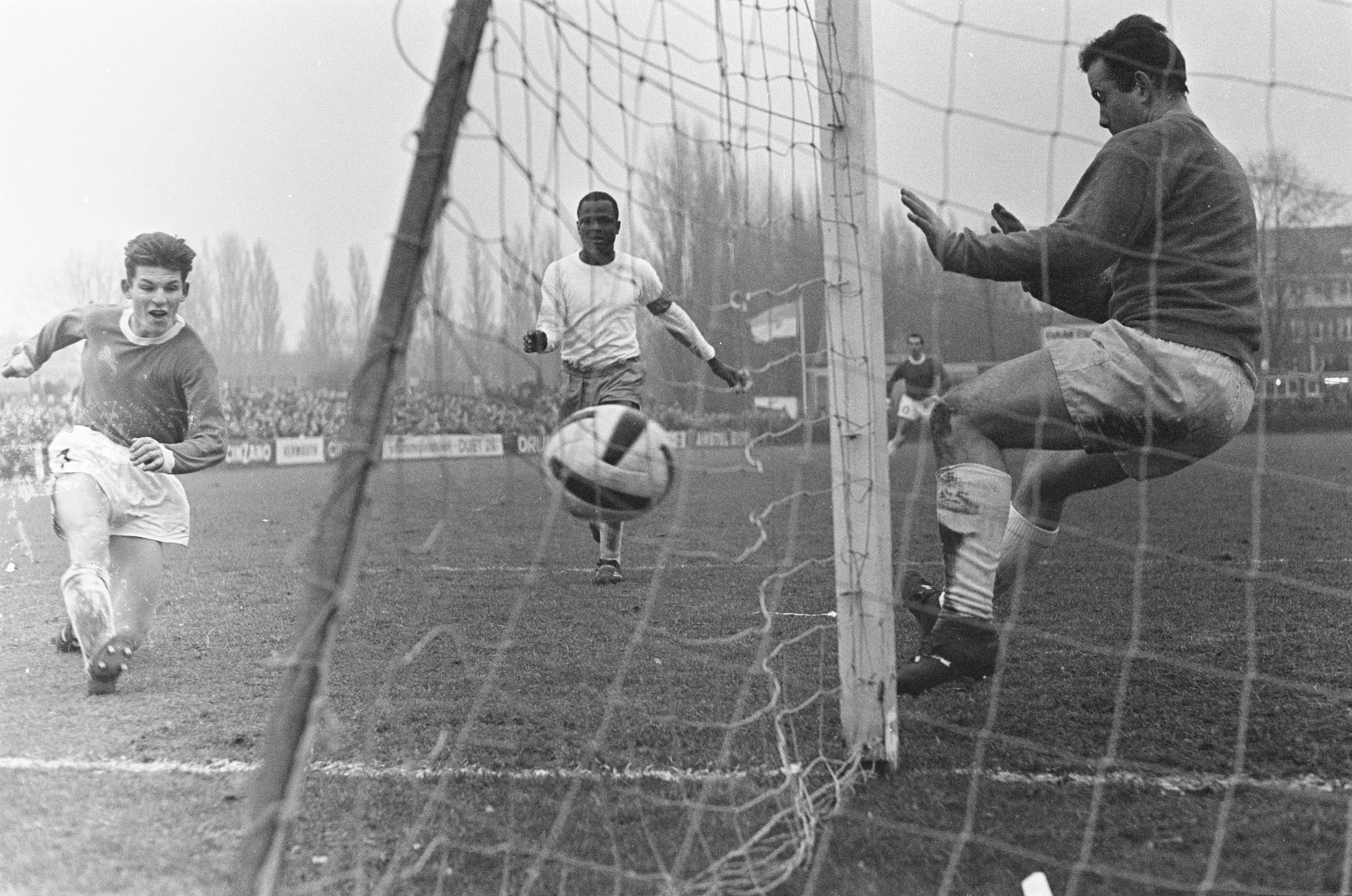
Bennie Hofs

Doordat de KNVB wilde vasthouden aan het amateurisme vertrokken veel spelers uit de Eerste Klasse naar het buitenland, aangezien het verder in Europa allang was toegestaan om spelers te betalen. Ook vertrokken er veel spelers naar de nieuw opgerichte Nederlandse Beroeps Voetbal Bond (NBVB), die in de zomer van 1954 een eigen competitie begonnen. Dit was ook het geval bij Vitesse, er vertrokken 7 spelers naar De Graafschap die toen voor de NBVB uitkwamen. Deze leegloop van spelers van de Nederlandse competitie had als gevolg dat het niveau schrikbarend daalde. Hierdoor kon de KNVB niet anders dan ook betalingen toe te staan. Op 27 augustus 1954 besloot het bestuur van Vitesse betaald voetbal te gaan spelen. Deze periode was voor Vitesse geen makkelijke periode. Trainer Joseph Gruber sleepte de club door deze moeilijke periode heen. Deelname aan de Hoofdklasse in het seizoen 1955/1956 was een mooi resultaat.
Op 2 september 1956 werden de Eredivisie en de Eerste divisie in het leven geroepen. De eindstand bepaalde dat Vitesse in de Eerste divisie mocht uitkomen.
In het seizoen 1959/1960 was de deelname aan de promotiewedstrijden het hoogtepunt.
In 1962 werd Vitesse terug gezet naar de Tweede Divisie omdat men met één Eerste Divisie wilde gaan spelen in plaats van twee. Na de terugkeer van trainer Gruber in 1964 ging het sportief weer beter. Ook gingen Vitesse en de Arnhemse amateurvereniging ESCA een samenwerkingsverband aan. Om het profvoetbal in Arnhem veilig te stellen, splitst Vitesse zich op in prof- en amateurvoetbal. Zo ontstond op 1 juli 1964 naast Vitesse, voor de professionals, de vereniging ESCA-VC (ESCA-Vitesse Combinatie) voor de amateurs als ook voor andere sporten als handbal, zwemmen, atletiek en gymnastiek. Zowel Vitesse als ESCA-VC vielen onder de overkoepelende Stichting Vitesca. Al snel liep het niet goed tussen de leden van Vitesse en ESCA, die het opnamen voor hun eigen belangen. In november 1971 besloot ESCA te stoppen met de samenwerking. Op 12 september 1974 werd het samenwerkingsverband opgeheven.
In 1966 werd het kampioenschap van de Tweede Divisie behaald en volgde er promotie naar de Eerste divisie. Door een gelukkig toeval promoveerde Vitesse met spelers zoals Joop Heezen en Dick Mulderij zelfs in 1971 naar de Eredivisie. Vitesse profiteerde van het feit dat ADO en Holland Sport fuseerden tot FC Den Haag, waardoor er een plek vrijkwam in de Eredivisie. Op 19 mei 1972 verloor Vitesse uit tegen de landskampioen Ajax met 12-1. De nederlaag is een negatief competitierecord uit de clubhistorie van Vitesse. Vitesse eindigde op de 18e en tevens laatste plek door maar 17 punten te halen, evenveel als de nummer 17 FC Volendam, wiens doelsaldo echter beter dan dat van Vitesse was.
Diverse keren nam Vitesse deel aan de nacompetitie, maar promotie zat er niet in. In 1977 werd onder leiding van trainer Henk Wullems en mede dankzij spelers zoals Herman Veenendaal, Willie Veenstra, Henk Bosveld, Boško Bursać, Bennie Hofs en Peter Boeve het kampioenschap van de Eerste divisie behaald. Drie seizoenen verbleef Vitesse in de Eredivisie tussen 1977 en 1980, waarna het in 1980 degradeerde naar de Eerste divisie.

### 1984 - 2009 Splitsing en faillissement
Vanaf 1982 liep het tussen de voorstanders van het betaald voetbal en de leden, die het opnamen voor de amateurs en de jeugdopleiding, niet goed. In 1984 werd de vereniging onder de leiding van voorzitter Karel Aalbers wederom opgedeeld in separate eenheden voor amateursport en betaald voetbal. Zo ontstond op 15 juni 1984 Stichting Betaald Voetbal Vitesse voor de professionals, en Vitesse 1892 voor de amateurs. De amateurtak verliet in 1992 Nieuw Monnikenhuize en vestigde zich op Sportcomplex Valkenhuizen aan de Beukenlaan.
Het eerste elftal van de zondagafdeling van AVC Vitesse 1892 begon in 1984 in de vierde klasse. In vijfentwintig jaar tijd promoveerde het standaardelftal vier keer. AVC Vitesse 1892 speelde het laatste seizoen in haar bestaan (2008/2009) in de Vijfde klasse. In maart 2009 werd de verzelfstandigde amateurvereniging opgeheven.

## Overzicht wedstrijdaccommodaties Vitesse sinds 1892
| Vereniging         | Stadion                       | Periode                    |
| ------------------ | ----------------------------- | -------------------------- |
| Vitesse            | IJsclub Molenbeekstraat       | 1892 t/m 1894              |
| Vitesse            | Landgoed Bronbeek             | 1893                       |
| Vitesse            | Paasweide                     | 1894 t/m 1896              |
| Vitesse            | Klarenbeek                    | 1896 t/m 1915              |
| Vitesse            | Monnikenhuize                 | 1915 t/m 1950              |
| Vitesse            | Nieuw-Monnikenhuize           | 1950 t/m 1993              |
| SBV Vitesse        | Nieuw-Monnikenhuize GelreDome | 1984 t/m 1997 1998 - heden |
| (AVC) Vitesse 1892 | Sportcomplex Valkenhuizen     | 1993 t/m 2009              |

## Resultaten 1895–2008

#### 1895 - 1954
| 1 |

| 1 |

| 1 |

| 1 |

| 3 |

| 4 |

| 4 |

| 5 |

| 1 |

| 2 |

| 2 |

| 4 |

| 6 |

| 5 |

| 2 |

| 5 |

| 3 |

| 6 |

| 1 |

| 1 |

| 1 |

| 6 |

| 7 |

| 8 |

| 8 |

| 8 |

| 4 |

| 10 |

| 1 B |

| 5 |

| 3 |

| 4 |

| 5 |

| 8 |

| 6 |

| 8 |

| 9 |

| 6 |

| 3 |

| 5 |

| 10 |

| 2 B |

| 2 B |

| 3 B |

| 2 B |

| 5 |

| 1 C |

| 2 C |

| 4 C |

| 1 C |

|  |

| 1 B |

| 10 |

| 11 |

| 3 B |

| 1 C |

| 9 B |

| 5 B |

| 1 B |

| 6 B |

| Eerste klasse | Tweede klasse Oost | Gelderse Competitie NVB | Noodcompetitie N Oost |

- Tijdens de mobilisatie en bezetting wordt er in het seizoen 1939/1940 een regionale noodcompetitie gespeeld met tegenstanders uit verschillende klassen.
- Door de Tweede Wereldoorlog speelde Vitesse in het seizoen 1944/1945 geen wedstrijden in competitieverband.

#### 1955 - 2008
| 8 C |

| 15 A |

| 7 B |

| 5 A |

| 10 B |

| 2 A |

| 4 A |

| 10 A |

| 6 A |

| 9 B |

| 4 A |

| 1 A |

| 8 |

| 5 |

| 3 |

| 7 |

| 3 |

| 18 |

| 3 |

| 2 |

| 3 |

| 5 |

| 1 |

| 9 |

| 14 |

| 17 |

| 8 |

| 8 |

| 10 |

| 11 |

| 2 4D |

| 5 4D |

| 3 4F |

| 2 4F |

| 1 4D |

| 9 3D |

| 4 3D |

| 7 3D |

| 8 3D |

| 4 3C |

| 1 3D |

| 12 2A |

| 12 3D |

| 6 4F |

| 12 4F |

| 12 5D |

| 7 6H |

| 1 6C |

| 2 5D |

| 11 5D |

| 2 6G |

| 11 5F |

| 9 6G |

| 2 6F |

| Eredivisie    | Eerste divisie | Tweede divisie | Hoofdklasse (profniveau) | Eerste klasse (profniveau) |
| Tweede klasse | Derde klasse   | Vierde klasse  | Vijfde klasse            | Zesde klasse               |

- Vanaf het seizoen 1984/1985 als Vitesse 1892 (zondag) in competitieverband.

In elke staaf van de grafiek staat van boven naar beneden vermeld: 
- Eindnotering

Dit is de positie die de club heeft bereikt in de competitie, zonder eventuele beslissings-, play-off- of nacompetitiewedstrijden die nodig zijn geweest om bijvoorbeeld de kampioen van de competitie te bepalen.
Indien een * achter het getal staat is de notering een tussenstand en kan het zijn dat de notering niet overeenkomt met de uiteindelijke eindstand van de competitie.
Staat er een - dan is het seizoen nog bezig en is er geen definitieve uitslag bekend.
Staat er xx op de positie van de notering, dan heeft de club vroegtijdig de competitie verlaten. Dit kan onder andere komen door terugtrekking van het team, faillissement van de club of door een uitgedeelde straf van de KNVB. In veel gevallen staat elders in het artikel de reden vermeld.
Staat er een ? dan is het resultaat uit het verleden onbekend, en is alleen de competitie of het niveau bekend van dat seizoen.
In de seizoenen 2019/20 en 2020/21 werd wegens de coronacrisis het amateurvoetbal afgebroken. Daardoor kennen deze staven geen eindklassering (middels -- weergegeven).
- Competitieniveau en afdelingsletter of Officiële eindstand Eredivisie
  - Competitieniveau en afdelingsletter

Hierbij geeft het getal het niveau weer, dat ook terug te vinden is in de legenda. De letter is de afdelingsaanduiding en wordt gebruikt wanneer er meer afdelingen zijn op hetzelfde niveau. De afdelingsletter is altijd een hoofdletter en wordt meestal zonder nummer gebruikt.
Voorbeeld: 2F is niveau 2e klasse competitie F.
Het competitieniveau en nummer wordt niet vermeld wanneer er slechts één competitie van dit niveau was.
  - Officiële eindstand Eredivisie (getal staat tussen haakjes vermeld)

Sinds de introductie van play-offwedstrijden voor Europees voetbal na afloop van de reguliere competitie in 2005/06, is de KNVB verplicht een eindstand van de Eredivisie door te geven aan de UEFA aan de hand van deze play-offwedstrijden.
Bij deze eindstand staan clubs die zich hebben gekwalificeerd voor Europees voetbal hoger dan clubs die zich niet wisten te kwalificeren. Indien er geen verschil was tussen de eindnotering en de officiële eindstand, staat dit getal niet vermeld.

- Onderafdeling

Hier staat afgekort de naam van de onderafdeling indien de club in dat jaar in een onderafdeling uitkwam. Tevens staat deze afkorting in de legenda en wordt gelinkt naar het artikel over deze onderafdeling. Deze afkorting wordt alleen vermeld wanneer de club in het verleden in verschillende onderafdelingen heeft gespeeld. Deze vermelding is in de staaf altijd in kleine letters. Deze onderafdelingen zijn na het seizoen 1995/96 afgeschaft. Heeft de club in slechts één onderafdeling gespeeld, dan is dit alleen terug te vinden in de legenda.
Onder de staaf staat het jaartal vermeld waarin het seizoen is afgesloten. 15 verwijst naar het seizoen 2014/15 of eventueel het seizoen 1914/15.
Wanneer een staaf leeg is, zijn deze gegevens niet bekend. Het kan ook zijn dat de club dat seizoen niet heeft meegespeeld op het hogere amateurniveau, vroegtijdig de competitie heeft verlaten of uit de competitie is gezet.

In het seizoen 1944/45 was er wegens de Tweede Wereldoorlog geen regulier competitievoetbal.

### Erelijst
| Competitie         | Winnaar | Winnaar                                  |
| Competitie         | Aantal  | Jaren                                    |
| ------------------ | ------- | ---------------------------------------- |
| Eerste divisie     | 1×      | 1977                                     |
| Tweede divisie     | 1×      | 1966                                     |
| Eerste klasse oost | 7×      | 1897, 1898, 1903, 1913, 1914, 1915, 1953 |
| Tweede klasse oost | 5×      | 1923, 1941, 1944, 1946, 1950             |
| Derde klasse       | 1×      | 1995                                     |
| Vierde klasse      | 1×      | 1989                                     |
| Zesde klasse       | 1×      | 2002                                     |
| Arnhem Cup         | 2×      | 1992, 1995                               |

Voormalige: AFC Arnhem · AV Cranevelt · BVH · ESCA · EVC ‘94 · GOVA · Hertog Hendrik · ODO · VV Oost-Arnhemse Boys · SC Oranje · FC Presikhaaf · Sempre Avanti · Vitesse 1892 · VIJDO · WCA · AV Wilhelmina · Wivos · Avc Zuid Arnhem